# بوبي جو لونغ
بوبي جو لونغ (بالإنجليزية: Bobbie Joe Long) هو قاتل متسلسل أمريكي، ولد في 14 أكتوبر 1953 في كينوفا في الولايات المتحدة، وقصته هي محور قصة الفيلم التلفزيوني «اختطاف ليزا ماكفي».